# 1994年飓风罗莎
飓风罗莎（英語：Hurricane Rosa）是相对活跃的1994年太平洋飓风季中唯一一场曾经登陆的太平洋飓风，在墨西哥至少夺走四条人命。飓风的残留湿气还于1994年10月在美国德克萨斯州引发大面积洪灾，导致22人遇难，经济损失达数亿美元。天气系统最初在10月8日成为热带低气压，但次日又逐渐消退。10月8日，气旋重新形成并在逼近墨西哥期间稳步增强，最终于登陆前不久达到最高强度，在萨菲尔-辛普森飓风等级下属二级飓风标准。此外，罗莎还是本季最后一场飓风和倒数第二场热带风暴。

## 气象历史
10月8日，一片带有环流的扰动天气区发展出对流，成为第十九号热带低气压，但气象机构起初预测气旋很快会在强烈风切变的影响下消散。低气压的移动幅度很小，并因风切变的持续影响而无法发展。气旋难以有效组织，到10月9日时组织已经非常混乱，美国国家飓风中心因此中止发布公告。
气旋残留向东移动，同另一片扰动天气区相互影响，令对流再生，系统于10月10日再度成为热带低气压，其中可能存在新的环流中心。不过，美国国家飓风中心的初步报告中既未说明气旋一度消散，也没有提及之后的再生。低气压所在海域环境有利于热带气旋发展，同时又基本没有移动，于10月11日升级成热带风暴并获名“罗莎”（Rosa），再于一天后在下加利福尼亚半岛最南端以南约555公里洋面进一步升级成飓风。接下来一天半里罗莎继续缓慢移动，然后在低压槽的影响下加速朝东北偏北前进。10月14日，飓风达到风力时速160公里，最低中心气压974毫巴（百帕，28.76英寸汞柱）的最高强度，在萨菲尔-辛普森飓风等级下属二级飓风标准。数小时后，罗莎从马萨特兰东南偏南方向约110公里处登陆。风暴环流在山区上空迅速减弱，最终于10月15日消散。

## 防灾措施、影响和善后
10月12日，库利亚坎至曼萨尼约以及下加利福尼亚半岛北纬24°以南的沿海地区收到飓风观察预警，同时曼萨尼约至特皮克接获热带风暴警告。10月14日，库利亚坎到科连特斯角（Cabo Corrientes）间沿海地区进入飓风警告生效状态，科连特斯角至曼萨尼约以南地区则收到热带风暴警告。所有观察预警和警告都在当天中止。

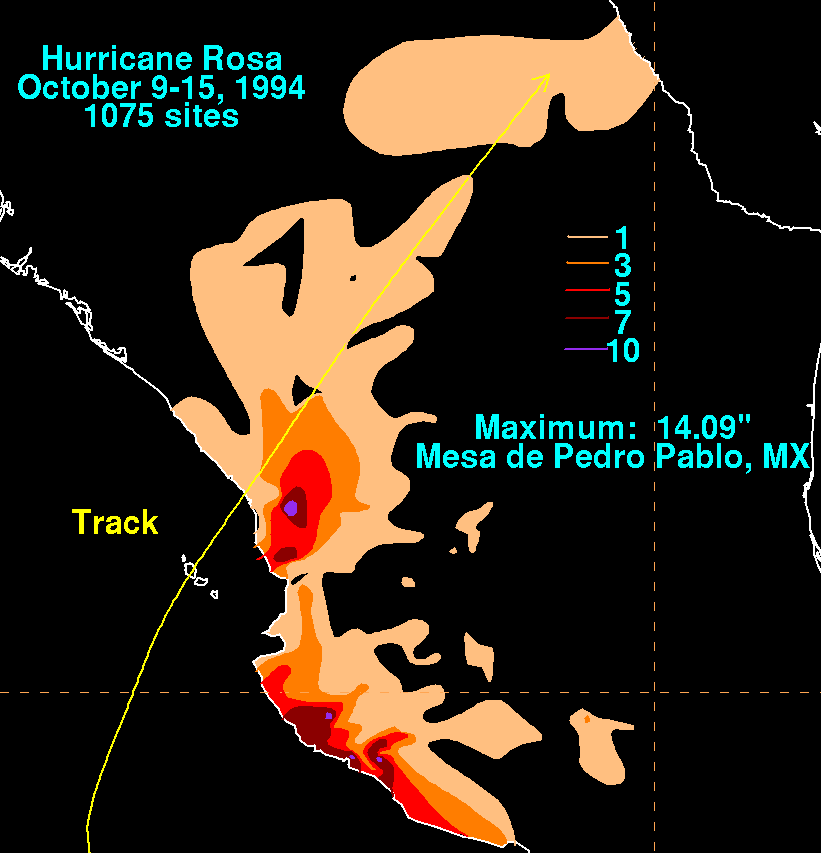
罗莎在墨西哥的降水分布

10月13至14日，“伦敦精神号”（London Spirit）和“玛丽·马士基号”（Marie Maersk）船只在海上分别遭遇热带风暴或飓风强度风力。其中“玛丽·马士基号”的位置离风眼很近，所以观测数据对气象机构很有参考价值。
纳亚里特州和杜兰戈州各有一人溺毙，锡那罗亚州有四人失踪。纳亚里特州有十万余人的住房受损。罗莎产生的狂风导致锡那罗亚州许多电线杆、电缆和房屋受损，山区的降雨量在76到127毫米之间，引发多起山体滑坡。哈利斯科州发生多起泥石流，两个沿海村庄有约400人被迫疏散。风暴在墨西哥部分沿海和内陆地区降下暴雨，其中梅萨德佩德罗巴勃罗（Mesa de Pedro Pablo）降雨量最高，达358毫米。
气旋还把湿气送入美国境内，这些湿气同墨西哥湾北部的水分共同影响，于10月15至19日产生强烈雷暴，德克萨斯州38个县部分地区发生洪灾。除沿海地区外，圣哈辛托河（San Jacinto River）和三一河（Trinity River）盆地周边灾情最为严重，降雨总量最少也有200毫米，最多的超过710毫米。受降水影响，有19间气象站测得百年一遇的洪水，多项数据的原有纪录被打破，其中有些是在1940年所创。杰克逊县埃德娜（Edna）附近的拉瓦卡河（Lavaca River）水位打破1936年的纪录。洪灾导致3069户民宅被毁，另有6560套严重受损，6148套的破坏程度较轻。铁路和公路受到持续破坏，天然气和石油管道因受损泄露，圣哈辛托河下游和加尔维斯顿湾（Galveston Bay）的环境受到破坏。德克萨斯州东南部因洪灾受到价值七亿美元（1995年美元）的损失，共有22人遇难。10月18日，联邦紧急事务管理局将受灾最严重的地区划为灾区。该机构此后一共收到约2万6000份救灾援助申请，批准援助金总额5400万美元。